# The Province
The Province est un journal quotidien publié en Colombie-Britannique par Pacific Newspaper Group Inc., une filiale de Canwest. Il est publié quotidiennement depuis 1898.
C'est une filiale de Postmedia Network, qui publie aussi le National Post.
Post Media est détenu par le fonds américain Chatham Asset Management.
The Province a été l’objet de critiques lui reprochant le déclin de son attrait intellectuel et son sensationnalisme éhonté. La prépondérance de reportages sur des sujets tels que les incendies, le crime et les petits scandales forment la base de ces critiques.[réf. nécessaire]

## Historique
En 1923, la famille Southam achète The Province. En 1945, les imprimeurs du journal déclarent la grève. Jusque-là, The Province avait été le journal le plus vendu à Vancouver, en avance sur le Vancouver Sun et le News Herald. À cause de cette grève de six semaines, il perd une portion importante de sa part du marché, tombant en troisième place. En 1957, The Province et le Vancouver Sun sont vendus à Pacific Press Limited qui appartenait conjointement aux deux compagnies.